# Alejandro Pardo
Alejandro Daniel «Jano» Pardo (Buenos Aires, 16 de marzo de 1978) es un eclesiástico católico argentino, obispo auxiliar de Buenos Aires desde 2024.

## Biografía
Nació el 16 de marzo de 1978, en el barrio de Caballito, de la ciudad argentina de Buenos Aires, siendo hijo de Maxi y Carmen Pardo. Creció en el barrio de Villa del Parque.
Realizó su formación secundaria en el Colegio Claret, de los claretianos; donde se graduó.
Estudió en la Facultad de Medicina de la Universidad de Buenos Aires, pero descubrió su vocación religiosa y abandonó sus estudios universitarios para seguirla. En 1999, ingresó al Seminario Metropolitano de Buenos Aires, donde realizó sus estudios eclesiásticos.
También es aficionado al Club Atlético Boca Juniors.

### Sacerdocio
Fue ordenado diácono, y sirvió en la parroquia Santa Teresa del Niño Jesús. Su ordenación sacerdotal fue el 18 de noviembre de 2006, en la Catedral Metropolitana de Buenos Aires, a manos del cardenal-arzobispo Jorge Mario Bergoglio SJ; incardinándose en la arquidiócesis de Buenos Aires.
Como sacerdote desempeñó los siguientes ministerios:
- Vicario parroquial de Santa Teresa del Niño Jesús (2007-2012).[4]
- Párroco de Cristo Rey, en Villa Pueyrredón (2012-2020).[3]

Durante este período, acompañó a las Misioneras Cruzadas de la Iglesia en el proceso y canonización (2018) de su fundadora, Nazaria Ignacia.
- Decano del Decanato Nº 13 «Villa Urquiza» (2017-2021).
- Miembro del Consejo Presbiteral (2017-2023).
- Administrador parroquial de Nuestra Señora de Belén (2019-2020).[2]
- Párroco de la Basílica de San Nicolás de Bari (2020-2024).

### Episcopado
El 19 de junio de 2024, el papa Francisco lo nombró obispo auxiliar de Buenos Aires, junto a Iván Dornelles y Pedro Cannavó. También lo nombró obispo titular de Fissiana. Fue consagrado el 3 de agosto del mismo año, en la Catedral de Buenos Aires; a manos del arzobispo Jorge Ignacio García Cuerva.
- Vicario episcopal de la Vicaría Centro (2024-2027).[7]
- Vicario episcopal de la Vicaría de Jóvenes (desde 2024).[8]
- Vicario episcopal de la Vicaría de Belgrano (desde 2024-2025).[9]

En la Conferencia Episcopal Argentina es, desde noviembre de 2024, miembro de las Comisiones Episcopales de Ministerios, y para la Vida, los Laicos y la Familia.